# Glossoloma penduliflorum
Glossoloma penduliflorum är en tvåhjärtbladig växtart som först beskrevs av Wilhelm Freiberg, och fick sitt nu gällande namn av J.L. Clark. Glossoloma penduliflorum ingår i släktet Glossoloma och familjen Gesneriaceae. Inga underarter finns listade i Catalogue of Life.